# غيرترود راش
غيرترود راش (بالإنجليزية: Gertrude Rush)‏ هي محامية أمريكية، ولدت في 5 أغسطس 1880، وتوفيت في 5 سبتمبر 1962.